# Angelika Mlinar

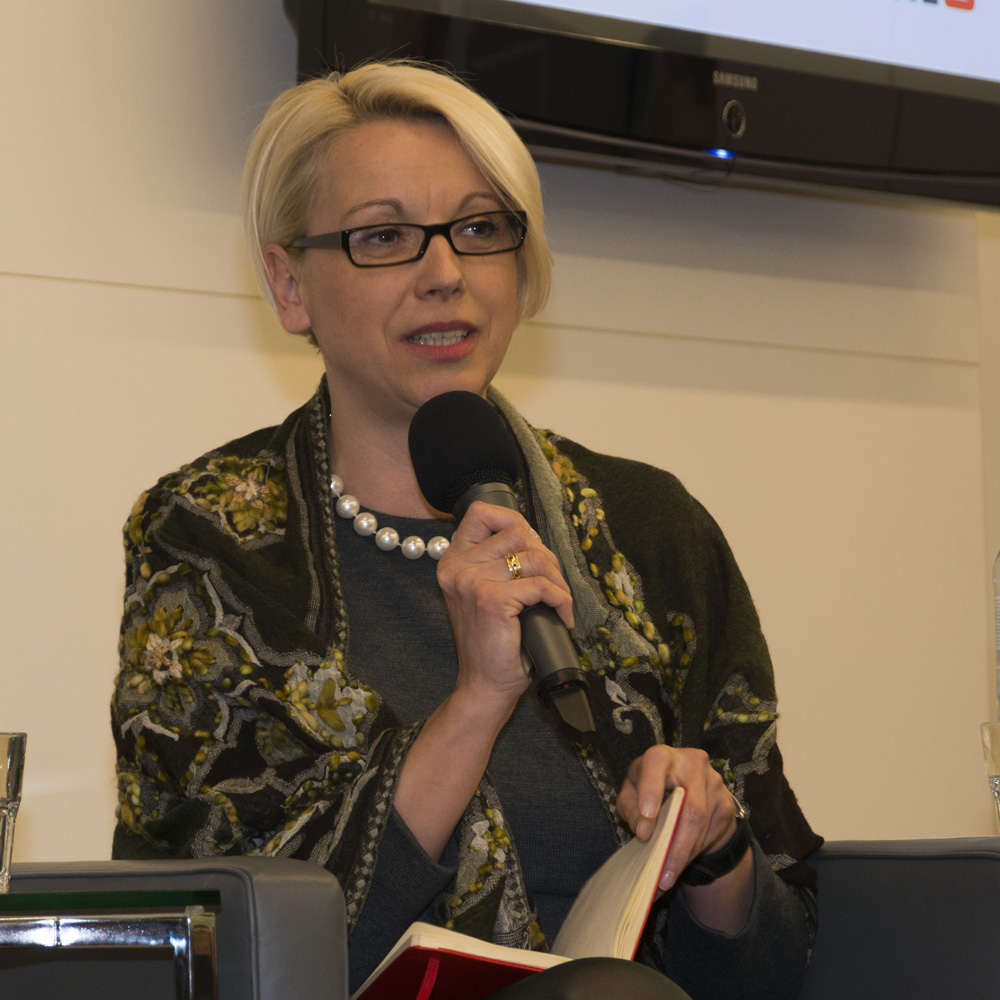
Angelika Mlinar tijdens de EU-verkiezingscampagne 2014

Angelika Mlinar (Altendorf, gemeente Sittersdorf, 29 juni 1970) is een Oostenrijkse politica.
Angelika Mlinar groeide op in Moos, een bij Bleiburg horend dorp. Als lid van de Sloveense minderheid in Karinthië doorliep ze het Sloveens gymnasium te Klagenfurt en zette zich in voor de Enotna Lista (EL), de Sloveense partij in Karinthië. Door de samenwerking van de Enotna Lista met het Liberales Forum (LiF) knoopte ze ook met het LiF contacten aan.
Ze studeerde rechten in Salzburg en Washington D.C. en promoveerde 1996 op het onderwerp vrouwenrechten als mensenrechten. Daarna doorliep ze de Gerichtspraxis, een verplichte stage voor sommige juridische beroepen. In 1997 liep ze een stage bij Friedhelm Frischenschlager, een LiF-vertegenwoordiger in het Europees Parlement. 1998–1999 werkte ze voor de Deutsche Stiftung für Internationale Rechtliche Zusammenarbeit. 2000–2005 was ze voor de Europese commissie in Ljubljana bezig. Na de poging op de Sloveense markt een koekjesmerk te vestigen, werkte ze 2007–2009 voor het International Centre for Migration Policy Development in Wenen.
In 2009 werd ze zowel secretaris-generaal van de Rat der Kärntner Slowenen, een organisatie van de minderheid (t/m 2010), als voorzitter van het LiF (t/m 2014). 2010 was ze de lijsttrekker van het LiF bij de deelstaatverkiezingen in Wenen, maar het LiF haalde er geen zetel.  Omdat het LiF bij de Oostenrijkse parlementsverkiezingen van 2013 een lijstverbinding met de NEOS aanging, werd haar een kansrijke plaats op de gezamenlijke verkiezingslijst aangeboden. Ze behaalde daadwerkelijk een zetel in de Nationalrat (tweede kamer) en werd vicefractieleider. Bij de fusie van LiF en NEOS werd ze 2014 vicevoorzitter van de NEOS. Bij de Europese Parlementsverkiezingen 2014 haalde ze als lijsttrekker de enige zetel voor de NEOS; ze gaf daarom haar zetel in de Nationalrat op en daarmee ook haar functie binnen de fractie.